# Неділя

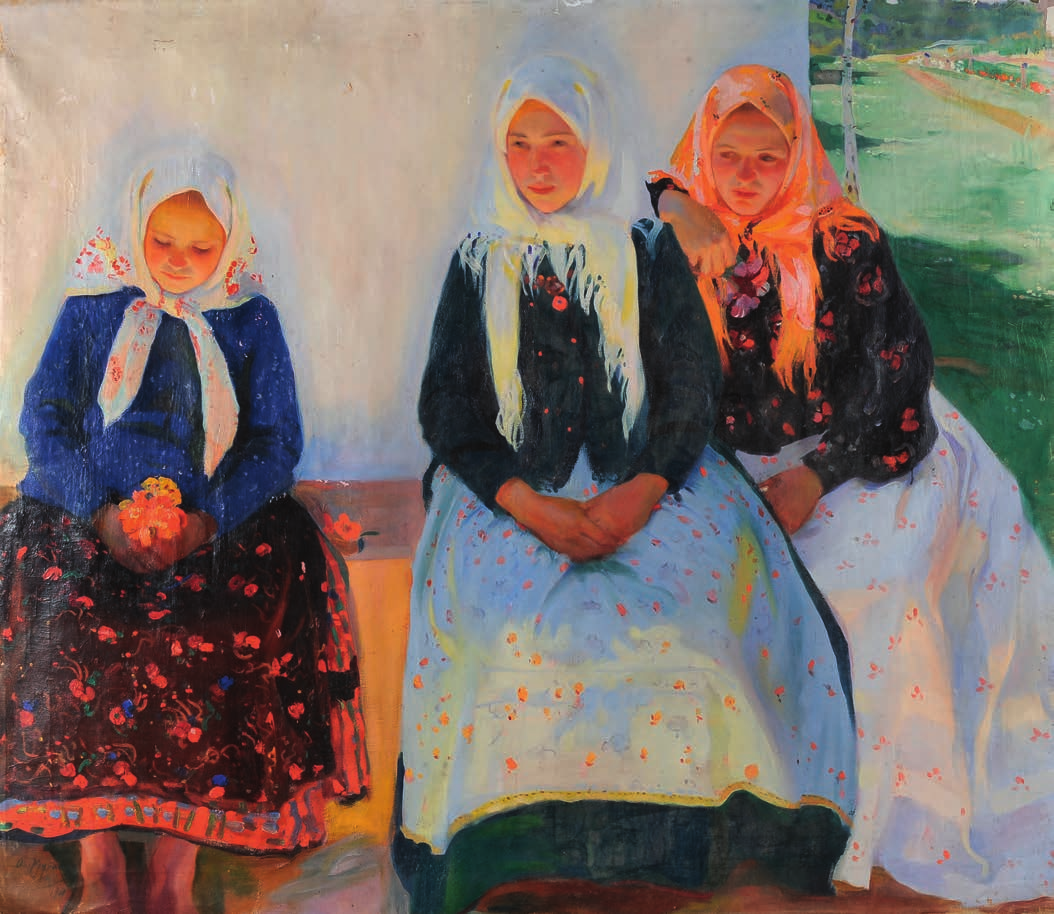
Неділя: Тихий смуток (1909). Олександр Мурашко.

Неділя — останній (сьомий) день тижня між суботою й понеділком, другий день вихідних.

## Історично-географічні аспекти
Не є вихідним в країнах Арабських Еміратів.
У північногерманських племен був присвячений Сонцю
(англ. Sunday, нім. Sonntag). У всіх слов'янських мовах, крім російської, назва цього дня походить від поняття «не працювати», «не мати діла».
У християнських країнах недільний день вважається святом, встановленим на честь воскресіння Ісуса Христа (за релігійною традицією вважається, що воскресіння відбулося саме цього дня тижня) — днем, коли віруючі зазвичай відвідують церкву.
Вважається, що в неділю не можна працювати. У побожних християнських родинах вважається гріхом працювати в неділю.
За григоріанським календарем перший рік століття не може починатися з неділі. За єврейським календарем рік взагалі не може починатися з неділі. Якщо місяць починається з неділі, то тринадцяте число в ньому буде п'ятниця.
Неділя найчастіше вважається останнім днем тижня (в Європі, сучасній Південній Америці, за винятком Бразилії), але часто (у тому числі й у США) — першим, за традицією давніх євреїв, давніх єгиптян і давніх римлян.
Відповідно до міжнародного стандарту ISO 8601, першим днем тижня вважається понеділок, а неділя має порядковий номер сім.

## Походження назви в мовах світу
- В українській мові успадкована давньоруською мовою від праслов'янського слова *nedělja на ґрунті виразу *ne dělati «не робити» (заперечна частка нє та дієслівний корень *дѣл-ати; первісне значення — «безділля», «неробочий день, день відпочинку»), в час першого запровадження у слов'ян християнства (VIII—IX ст.), яке забороняло працювати на сьомий день. На півдні Русі найменування неділі воскресеньѥ, принаймні в XIII ст. вважалося книжним[1][2].
- В англійській, німецькій і японській мовах назва неділі звучить, як «день сонця» (Sunday, Sonntag, 日曜日).
- На санскриті Равівар (день Раві-Сур'я).
- Таджицька назва якшанбе означає «перший день (від суботи)».

## Неділя в українській культурі
Неділя, згідно з уявленнями українців, була днем святим. Християни її присвячували Богу. В неділю всіляку роботу (рубання дров, шиття, миття, прання), розваги, спання допізна, розчісування вважали гріхом. В Галичині цього дня навіть не готували їжі, споживаючи традиційні пироги (так у діалектах подекуди називали вареники), наварені у суботу. До церкви вирушали також не снідавши, бо ходили в неділю до причастя. В одній з історичних пісень Коваленко, осліплений татарами, вбачає в такій нарузі Божу кару за те, що не святкував неділі як слід: рано снідав, пив горілку і зубрив серпи.
Неділю традиційно уявляли красивою жінкою чи дівчиною, однак суворою до тих, хто не дотримується неписаних законів пошанування святого дня. В одному з переказів свята Неділя ходить по лісі «всенька в крові», зустрічним вона оповідає, що це так її порізали-порубали ті, хто в неділю працює.
У багатьох легендах Неділя асоціюється з Матір'ю Божою, оскільки саме їй присвячено цей день. Проте в середині XIX ст. на Поділлі була записана казка про дідову та бабину дочку, де свята Неділя з'являється на місці просто «жінки», яка в інших варіантах наймає дівчат. Маємо приклад того, як міфічна управителька «всяких звірів», жаб, ящірок, гадюк «перетворюється» на святу Неділю, вшановування культу якої суворо дотримувались в усій Україні.